# Marvel vs. Capcom: Clash of Super Heroes
Marvel vs. Capcom: Clash of Super Heroes, o simplemente conocido como "Marvel Vs. Capcom" o "MVC", es un videojuego de lucha crossovers entre las compañías Marvel Comics y Capcom lanzado a principios de 1998. Para el videojuego se rescatan muchos personajes clásicos de esta última compañía, tales como Mega Man, Strider Hiryū o Captain Commando. Es la tercera entrega de la serie Marvel vs. Capcom.
Los jugadores seleccionan un equipo de personajes de los universos de Marvel y Capcom para participar en combate y tratar de noquear a sus oponentes. A diferencia de la entrada anterior de la serie, Marvel Super Heroes vs. Street Fighter, este otro videojuego presenta personajes de varias franquicias de videojuegos de Capcom, en lugar de estrictamente solo personajes de Street Fighter. Si bien la jugabilidad es en gran parte idéntica a su predecesor, presenta dos cambios distintos: la eliminación del sistema tradicional de asistencia de personaje y la introducción del estilo de ataque "Variable Cross".
Este videojuego es de los primeros en usar batallas de personajes 2-contra-2 simultáneamente, además de tener la posibilidad de una mejor jugabilidad que los anteriores videojuegos de esta misma saga.

## Sistema de juego y controles
Marvel vs. Capcom es un videojuego de lucha en 2D, donde cada uno de los personajes jugables es representado con una barra de vida. Cuando esta se vacía, el personaje muere. Al principio se eligen dos personajes, y usándolos se debe derrotar a todos los desafiantes para llegar al jefe final, Onslaught. También se elige al azar un ayudante, que el jugador puede invocar un número limitado de veces durante la pelea para ayudarse (véase la sección 'Ayudantes' más abajo).

### Supers y specials
Similar a gran parte de los videojuegos de lucha desarrollados por Capcom, ofrece una gran variedad de movimientos especiales (llamados "specials") que un jugador puede usar en batalla. Usualmente los comandos para mayoría de los specials son, por ejemplo: abajo, adelante y puñetazo; adelante, abajo, adelante y puñetazo; y abajo, atrás y patada; solo por dar algunos ejemplos. Los specials, obviamente, varían por cada personaje.
Además el de los specials, también están los "supers", que son ataques muy poderosos que juegan un rol importante en las peleas. Estos "supers" se ejecutan de la misma manera que los "specials", con la diferencia de que en lugar de un solo botón de puño o patada, es con dos al mismo tiempo. Todos los personajes poseen al menos uno de estos movimientos.
También es posible utilizar "dual specials" (especiales duales; que a diferencia de los specials individuales se necesitan al menos dos barras de poder acumuladas y por supuesto que ninguno los dos personajes del equipo este noqueado) se deberá apretar atrás, abajo, adelante y HP, HK a la vez. Otra variante de "special dual"
sirve para sacar a los 2 personajes a la vez por un periodo de tiempo(se necesitan 3 barras de poder) en este modo se pueden realizar los specials de los personajes,a la vez, infinitamente hasta que el tiempo se acabe. Para esto se debe presionar adelante, abajo, atrás y HP, HK a la vez.
El Super Special escondido de Ryu (Shun Goku Satsu) ya convertido en el modo Akuma (Evil Ryu) se hace presionando la siguiente secuencia "LP, LP, ADELANTE + LK, HK ".

### Combos
Aparte de los supers y specials, hay un factor muy importante en la jugabilidad que es el sistema de "Combos" (derivación de la palabra en inglés COMBination/COMBnación) que es la acción de golpear de manera continua varias veces a tu oponente sin que este tenga ningún instante para defenderse. Sin embargo, al contrario de la mayoría de los videojuegos de lucha, que toman a los combos como un sistema secundario, Marvel vs. Capcom (y el resto de los videojuegos de la esta saga) toman a los combos como algo fundamental, siendo posible hasta ejecutarlos en el aire, utilizar un special o algún ayudante que golpee más de una vez para ayudar a iniciar el combo, entre otras cosas. Indudablemente, hacer estos combos es de los desafíos que propone el videojuego, volviéndolo más intenso.

### Ayudantes
Como se menciona arriba, este videojuego utiliza un sistema de ayudantes que permite al jugador invocar a un personaje no jugable para ayudarse en batalla. Estos personajes son elegidos al azar, pero en las versiones para consolas domésticas permite que se elija un ayudante determinado haciendo una combinación de botones.

### Controles
En la versión arcade se utilizan seis botones y una palanca de ocho direcciones para poder jugar. A continuación se listan los botones y alguna combinaciones de botones comunes a todos los personajes
- Palanca de ocho direcciones
- Botón 1: LP (Light Punch; Puño Ligero)
- Botón 2: MP (Medium Punch; Puño Medio)
- Botón 3: HP (Heavy Punch; Puño Fuerte)
- Botón 4: LK (Light Kick; Patada Ligera)
- Botón 5: MK (Medium Kick; Patada Media)
- Botón 6: HK (Heavy Kick; Patada Fuerte)

- Palanca hacia adelante dos veces: Dash, se utiliza para impulsarse hacia adelante
- Palanca hacia atrás dos veces: Back Dash, sirve para impulsarse hacia atrás.
- Mantener la palanca hacia abajo, luego hacia arriba: Super Jump (Super Salto), sirve para saltar muy alto y esquivar algunos ataques.
- LP + LK: Launcher, sirve para impulsar al oponente hacia el aire e iniciar un combo aéreo. Cada personaje puede usar un launcher con un comando distinto, pero este se utiliza de manera más práctica.
- MP + MK: Assist Call, para llamar al ayudante escogido al azar. Cada uno ataca al oponente de una manera distinta y dichos ataques tienen para cada personaje una cantidad de golpes, cantidad de usos y propiedades diferentes.
- HP + HK: Cambia al personaje activo que se está utilizando por el otro integrante el equipo.

## Personajes
Los personajes disponibles en total son 21 contando también a los personajes ocultos.
Los personajes que debutan en la saga aparecen subrayados

### Marvel
- Capitán América (Avengers)
  - El heroico Steve Rogers, el primer Súper Soldado, vuelve a calzarse el uniforme y su indestructible escudo para defender la nación
- Hulk (Avengers)
  - Tras exponerse a la radiación gamma, Bruce Banner se convierte en un gigante de poder inconmensurable
- Wolverine (X-Men)
  - Uno de los mutantes más reconocidos, prototipo del Arma X, su factor curativo y su esqueleto y garras de Adamantium lo hacen un poderoso guerrero
- Spider-Man
  - El joven adolescente Peter Parker alterna su vida de estudiante y reportero con la lucha contra el crimen con sus poderes arácnidos
- Venom (Spider-Man)
  - Eddie Brock, reportero y rival de Peter Parker cambió su vida al ser huésped de un poderoso alienígena simbiótico
- Gambit (X-Men)
  - Estudiante del instituto Xavier, posee poderes que cargan con explosivos todo lo que toca
- War Machine (Iron Man/Avengers)
  - James Rhodes es el mejor amigo y guardaespaldas de Tony Stark, quien le facilitó una armadura similar a la que usa cuando es Iron Man.

### Capcom
- Ryu (Street Fighter)
  - Practicante del Karate Ansatsuken, se embarcó en un interminable viaje para batirse en duelo con los más aguerridos rivales
- Chun-Li (Street Fighter)
  - Una bella agente de Interpol, y una consumada artista marcial, cuyas patadas son sus armas más fuertes
- Zangief (Street Fighter)
  - El principal exponente de la Lucha libre profesional de Rusia, conocido por entrenar arduamente luchando con osos
- Mega Man
  - Un androide creado por el Dr. Light con la apariencia de un niño. Gana poderes sobre la base de la experiencia de combate. En Japón es llamado Rock Man
- Jin Saotome (Cyberbots)
  - Destacado piloto de robots conocidos como Cyberbots, siendo Blodia el suyo. Pelea vistiendo la armadura variant que usa para controlar a Blodia
- Morrigan Aensland (Darkstalkers)
  - Una poderosa súcubo heredera de la dinastía Belial, tan atractiva como peligrosa. Busca oponentes que no la aburran
- Strider Hiryū (Strider)
  - Misterioso guerrero con apariencia similar a un Ninja futurista, Usa su sigilo y velocidad para dar caza a Grandmaster Meio, portando su espada Cipher
- Captain Commando
  - Anterior cara de Capcom, es un guerrero justiciero que porta una armadura que le da fuerza e incontables poderes. Pelea con la ayuda de sus camaradas.

### Personajes Ocultos

#### Marvel
- Gold War Machine (Iron Man/Avengers): Es una versión de War Machine de color dorado muy lento pero con una defensa que tiene la habilidad de superarmadura activada de manera permanente.
- Hyper Venom (Spider-Man): Es una versión de Venom de color rojo con mucho menos vitalidad pero siendo el personaje más rápido del videojuego. Muchos fanes lo confunden con Carnage.
- Orange Hulk (Avengers): Un Hulk con una jugabilidad más parecida a la que tenía el mismo personaje en el videojuego Marvel Super Heroes. En los años más recientes muchos fanes lo confunden con Rulk. Tanto Corrupted Hulk como Corrupted Venom son el resultado del control mental que Onslaught realiza sobre ellos.

#### Capcom
- Lilith-Mode Morrigan (Darkstalkers): Es en realidad Morrigan con los poderes de Lilith. Cambian algunos ataques e Hyper Combos.
- Shadow Lady (Street Fighter): Una versión oscura de Chun Li. Personaje original de este videojuego. Tiene muchos movimientos básicos distintos a Chun-Li, al igual que sus Hyper Combos son diferentes.
- Roll (Mega Man): La hermana robot de Mega Man. En cuanto a jugabilidad es una versión notablemente más débil de su hermano.

#### Personajes transformables
- Ryu en Evil Ryu mode: Ryu con ropa y piel oscura con los mismos movimientos especiales de Akuma. Se consigue seleccionando a Ryu con una combinación de botones específica (adelante, abajo, atrás y HP). Puede realizar el Shun Goku Satsu, mencionado más arriba
- Ryu en Ken mode: Ryu pero con la misma ropa y movimientos especiales de Ken. Se consigue seleccionando a Ryu con una combinación de botones específica (adelante, abajo, atrás y MP)
- Zangief en Mech Zangief: Se consigue seleccionando a Zangief con una combinación de botones específica (abajo, atrás, abajo, atrás y LK). Obtiene las mismas características del personaje secreto de Marvel Super Heroes vs Street Fighter (superarmadura activada de manera permanente pero con la imposibilidad de cubrirse, mas ataques propios)
- Jin en Saotome Shine: Jin obtiene un resplandor que aumenta el poder de sus ataques. Se activa automáticamente cuando Jin es el sobreviviente del equipo y tiene menos del 25% de barra de vida

### Personajes Invocables

#### Personajes de Marvel
- Cyclops (X-Men)
- Colossus (X-Men)
- Iceman (X-Men)
- Jubilee (X-Men)
- Juggernaut (X-Men)
- Magneto (X-Men)
- Psylocke (X-Men)
- Rogue (X-Men)
- Storm (X-Men)
- Thor (Avengers)
- U.S. Agent (Avengers)
- Sentinel (X-Men; personaje oculto)

Jubilee y Thor debutan en la saga Marvel vs Capcom, U.S. Agent fue personaje secreto de Marvel Super Heroes vs Street Fighter, mientras que el resto proviene del juego X-Men: Children of the Atom.

#### Personajes de Capcom
- Arthur (Ghost 'n Goblins)
- Anita (Darkstalkers)
- Lou (Three Wonders)
- Michelle Heart (Legendary Wings)
- Princesa Devilotte (Cyberbots)
- Pure & Fur (Capcom World 2)
- Saki (Quiz Nanairo Dreams)
- Ton Pooh (Strider)
- Unknown Soldier (Forgotten Worlds)
- Shadow (Street Fighter; personaje oculto, es una versión oscura de Charlie/Nash)

Anita fue personaje secreto del juego Marvel Super Heroes, Shadow lo fue de Marvel Super Heroes vs Street Fighter, mientras que el resto debuta en la saga.

#### Peleas principales
Algunos personajes tiene una animación de introducción especial antes del combate cuando se enfrentan a un adversario específico.
- Spider-Man vs. Ryu (Street Fighter)
- Wolverine (X-Men) vs. Jin Saotome (Cyberbots)
- Gambit (X-Men) vs. Strider Hiryu (Strider)

### Jefe final
- Onslaught (X-Men): Puede ser elegido una vez que el jugador finalice el videojuego con cualquier equipo de personajes. En la versión de Sega Dreamcast solo se puede jugar como él después de desbloquear todos los personajes secretos. En la versión EX para PlayStation simplemente se encuentra en la pantalla de selección de personajes en un recuadro invisible debajo del recuadro de Wolverine. Posee dos apariencias, la primera más ágil y con ataques más instantáneos, al vencer a esta forma, Onslaught se convierte en un gigante que flota por el escenario, con menos ataques pero más devastadores. Durante la primera forma, Onslaught puede usar a Corrupted Venom o Corrupted Hulk como compañeros, mientras él se coloca en el fondo del escenario para recargar puntos de vida. Estos compañeros solo tienen el 40% de la barra de vida. Y en ambas formas puede usar a Sentinel como personaje invocable, de manera infinita.

### Cameos
- Como asistentes personales de Captain Commando
  - Ginzo (Ninja Commando)
  - Mack (Mummy Commando)
  - Hoover (Baby Commando)
- Como asistentes personales de Megaman y Roll
  - Rush
  - Beat
  - Eddie
- Como asistente personal de Jin y en el ending de Zangief
  - Blodia
- Como asistente personal de Morrigan
  - Lilith Aensland
- En las poses de victoria de Megaman y Roll, y en el ending de ésta
  - Dr. Light
- En la intro de batalla y ending de Ryu
  - Ken Masters
  - Sean Matsuda
- En los endings de Hulk y Wolverine
  - Charles Xavier
- En los endings de Chun Li y Shadow Lady
  - M. Bison
- En el escenario Avengers Headquarters
  - Magneto
  - Sabretooth
  - Beast
- En el escenario Dr. Wily's Military Base
  - Dr. Albert W. Wily y varios enemigos menores de la saga Megaman
- En el escenario Headquarters of Evil
  - Jefes de Forgotten Worlds
    - Celestial Emperor Bios
    - Whodin
    - Laidin

  - Soldados de Shadaloo
- En el escenario Honda's Bathhouse
  - Sakura Kasugano y Kei Chitose
  - E. Honda (mencionado)
- En el escenario Live House of the Dark Realm
  - Lord Raptor

## Recepción
Recibió reseñas 'favorables' tanto en sus versiones para Sega Dreamcast como en PlayStation según el sitio web recopilador de reseñas GameRankings.
Tras su estreno en Sega Dreamcast, recibió reseñas positivas por su gran calidad de animación y su jugabilidad rápida. Game Informer elogió al videojuego por su "animación perfecta, efectos en-tu-cara y una jugabilidad increíblemente rápida". Además, la revista elogió la versión de Sega Dreamcast por ser una traducción "perfecta" de la versión arcade original. Jeff Gerstmann de GameSpot también elogió el aspecto visual y el combate, y afirmó que era "todo lo que uno se esperaría de un videojuego de lucha exagerado y ultra llamativo". Game Revolution, por otro lado, consideró que carecía de mayor profundidad. Este sitio web criticó la versión para Sega Dreamcast porque no agrega ninguna característica significativamente nueva en comparación a la versión de arcade. En Japón, Famitsū le dio un puntaje de 33 sobre 40.
La versión para PlayStation recibió críticas un poco más variadas que su contraparte de Sega Dreamcast. Gerstmann criticó duramente a esta versión por su eliminación de las batallas de equipo de lucha. Afirmó que si bien tenía "los mismos movimientos que el videojuego original... el caparazón que rodeaba esos movimientos [era] completamente diferente". Douglass C. Perry de IGN etiquetó la versión de PlayStation como "un videojuego regular", elogiando su jugabilidad y su atractivo duradero, mientras criticaba su selección de estilos de pelea y banda sonora. GamePro elogió al desarrollador por tomar la decisión de eliminar algunas características para así poder mantener la velocidad en la jugabilidad y la integridad de gráficos sin sobrecargar el sistema; sin embargo, aún recomendaron la versión de Sega Dreamcast por sobre esta otra.

## Secuela
Una secuela fue anunciada por Capcom el 1 de diciembre de 1999. El videojuego, titulado Marvel vs. Capcom 2: New Age of Heroes, fue desarrollado inicialmente para la placa arcade Sega NAOMI, marcando el primer intento de Capcom en crear un videojuego de lucha fuera de sus propios sistemas de hardware CP System II y CP System III. Presenta varios cambios significativos en jugabilidad con respecto a su antecesor, como batallas en equipos de tres-contra-tres, un nuevo sistema de asistencia de personajes y un esquema de controles más simplificado. Marvel vs. Capcom 2 también incluye un plantel de 56 luchadores disponibles, reutilizando numerosos sprites de personajes de los videojuegos de lucha anteriores de Capcom licenciados por Marvel. Tras su estreno en las salas arcade japonesas en 2000, recibió versiones para Sega Dreamcast, Xbox, PlayStation 2, PlayStation 3, Xbox 360 y dispositivos iOS en el transcurso de doce años.